# The Creepshow
The Creepshow — группа из Берлингтона, Онтарио, Канада. Группа была основана в 2005 году, когда четверо основателей группы собрались вместе с целью создания группы, которая будет играть в стиле сайкобилли. The Creepshow написали большинство своих песен, вдохновляясь фильмами ужасов.

## Основание группы
Группа корнями уходит в сцену 905, где выступало множество групп, и все участники коллектива уже были музыкантами в различных других музыкальных объединениях до The Creepshow. МакНаб был вокалистом и гитаристом в местных легендарных группах Outspan и Jersey. МакГинти был автором текстов и тромбонистом в ска-группе, также выступавшей на 905-й сцене, и также играл в Outspan, как и МакНаб. Метт «Pomade» Гии одновременно играет в The Creepshow и панк-группе Rehab for Quitter, где также является ударником.
The Creepshow известна своими быстрыми композициями, заполненными бек-вокалом МакНаба и МакГинти и «групповыми песнями», когда все слушатели могут подпевать музыкантам. Группа также знаменита своими живыми выступлениями.

## Лейблы
После записи двух треков для Zombie Night in Canada Vol. 2, Stereo Dymamite, Aдама (DOOM) Севелла, был подписал контракт с группой после прослушивания демозаписи группы в 2005 году. Группа выпустила свой первый альбом «Sell Your Soul» под лейблом Stereo Dynamite, вскоре после этого 2 мая 2006 года.
В понедельник 27-го марта 2006 года Stereo Dynamite заключила эксклюзивный дистрибьютерский контракт EMI Music Canada, занявшейся лейблом и продажами группы.
В августе 2009 Hellcat Records объявило, что они подписали контракт с The Creepshow и повторно выпустят их второй альбом Run for Your Life в октябре. Этот договор был первым за всю историю музыки, когда Канадская группа договорилась с звукозаписывающей компании из Калифорнии. The Creepshow поддерживает отношения с канадской компанией Stomp Records.

## Уход Hellcat
После того, как Hellcat забеременела, должность вокалистки и гитаристки перешла к её младшей сестре Саре "Sin” сначала временно, а потом и навсегда. Hellcat последний раз появилась вместе с группой в их клипе "The Garden". Летом 2009 Hellcat занялась созданием сольного альбома в сотрудничестве с Полом.

## Run For Your Life
27 октября 2008 года группа выпустила свой второй альбом Run For Your Life, который вновь был записан на Sell Your Soul под руководством Стива Ризуна. Альбом был выпущен Stomp Records и переиздан в США на Hellcat Records в октябре 2009.

## Гастроли
Группа гастролировала по Канаде и совершила несколько европейских туров. Группа продолжает гастролировать с Блэквуд в качестве ведущей вокалистки. Недавно группа закончила турне с The Unseen и Tiger Army последнее шоу было 11 мая в Оттаве, Онтарио. The Creepshow получают одинаково сильное наслаждение как от записи песен, так и от гастролей. В интервью журналу Exclaim! Блэквуд призналась, что: «Оставаться на одном месте хорошо, но это всегда одно и тоже из раза в раз. Примерно через две недели у нас начинают зудеть пятки. Через три недели у нас уже пусто в карманах и мы такие: О'кей! Нам нужны гастроли, а то мы свихнёмся!».
23 августа 2008 года группа присоединилась к Anti Flag в канадском туре, после чего, в октябре, они направились обратно в Европу в тур в поддержку своего нового альбома.
The Creepshow играли Warped Tour в 2008 году на D-Tox/Union сцене в Монреале. Там же они выступали и в 2009 году.
Группа гастролировала по Северной Америке и Европе в начале 2009 года. В августе 2009 года группа имела два успешных концерта в России. В сентябре 2009 года группа объявила тур по США на октябрь.
26 февраля 2010 года группа выступила на австралийском фестивале альтернативной музыки, Soundwave, на одной из двух основных сцен. 17 июля 2010 года группа выступила на Hot Rod Hootenanny в Ниагара Фоллс, Онтарио. 25 октября группа выступила в Праге, в клубе Cross. 12 декабря 2010 года группа играла вместе с Random Hand, The Skints, The Hydropaths, Acid Drop и Mouthwash в Кокпите, Лидс, Англия.

## Текущий состав
- Кенда "Twisted" Легаспи - вокал / гитара
- Шон «SickboyМакНаб - контрабас / бэк-вокал
- Пол " The Reverend" МакГинти - клавишные / бэк-вокал
- Сандро "Blood" Санчиони – ударные

## Дискография

### Студийные альбомы
- Sell Your Soul (Stereo Dynamite, 2006) - LP
- Run for Your Life (Stomp Records, 2008) - LP
- They All Fall Down (Stomp Records, 2010) - LP
- Life After Death (Stomp Records, 2013) - LP
- Death At My Door (Stomp Records, 2017) - LP

### 12" vinyl
Sell Your Soul Marble Pink Vinyl
- Limited edition of 100 copies
- Marble Pink Vinyl

Run For Your Life Marble Purple Vinyl
- Limited edition of 250 copies
- Marble Purple Vinyl
- Available only on www.shopradiocast.com or at merch tables

### 7" vinyl
Creepy Christmas Classics! (Stereo Dynamite, 2008)
- Limited edition of 1000 copies.
- included the following tracks
- "Santa Claus Is Back In Town" (Elvis Presley cover)
- "Merry Christmas (I Don't Want To Fight Tonight)" (Ramones cover)

### Клипы
- Zombies Ate Her Brain (2007)
- The Garden (2007)
- Take My Hand (2008)
- Buried Alive (2010)
- They All Fall Down (2010)
- Hellbound (2010)
- Sleep Tight (2011)
- The Devil's Son (2013)
- Sticks & Stones (2017)
- Death At My Door (2017)

### Компиляции
- Zombie Night in Canada Vol. 2 (Stumble Records, 2005) - "Shake"